# 月9
月9（げつく、げっく）、月9ドラマは、毎週月曜日21時（夜9時）放送のドラマ枠。
『月9』とは『月曜9時』の略で、この時間帯のテレビドラマのこと。

## 連続テレビドラマ作品
2023年1月現在、一番上のみ現存。
- フジテレビ月曜9時枠の連続ドラマ[4]（フジテレビ、1962年 -[5] ）
- TBS月曜9時枠の連続ドラマ（TBSテレビ、1987年 - 1989年）
- ファミリー劇場（日本テレビ、1970年 - 1971年）
- 月曜スター劇場（日本テレビ、1971年 - 1985年）
- テレビ朝日月曜9時枠の連続ドラマ（テレビ朝日、1963年 - 1981年）
- テレビ東京月曜9時枠の連続ドラマ（テレビ東京、1969年 - 1997年）

## 2時間枠のテレビドラマ作品
- 月曜ワイド劇場（テレビ朝日、1982年 - 1985年[6]）
- 月曜ドラマスペシャル、月曜ミステリー劇場、月曜ゴールデン、月曜名作劇場（TBSテレビ、1989年 - 2016年[7]）

## その他
- 月曜ドラマ9（テレビ朝日、1986年 - 1987年）
- 「テレビ放送枠」も参照。